# Intelligence fluide et cristallisée
En psychologie, l'intelligence fluide et l'intelligence cristallisée (respectivement abrégées Gf and Gc) sont des facteurs de l'intelligence, initialement identifiés en 1941 par Raymond Cattell. Les concepts de l'intelligence fluide et cristallisée ont par la suite été repris et développés par l'élève de Cattell, John L. Horn en 1965. 
L'intelligence fluide correspondrait à la capacité de résoudre de nouveaux problèmes (impliquant un raisonnement), et serait corrélée à différentes compétences comme la compréhension, la résolution de problèmes, et la capacité d'apprentissage. De l'autre côté, l'intelligence cristallisée implique la capacité à déduire des relations abstraites secondaires en appliquant des relations abstraites primaires, déjà apprises. 
La théorie Gf-Gc qui en découle met en évidence un modèle hiérarchique de l'intelligence qui exclut la présence d'un facteur général pour défendre la présence de deux types d'intelligence (Gf et Gc) qui englobent plusieurs facteurs subordonnés comme la mémoire à long terme (Glr), la mémoire à court terme (Gsm) ou encore la vitesse de traitement (Gs). La théorie Gf-Gc combinée au modèle hiérarchique en trois strates de Jack Carroll a permis l'émergence du modèle CHC qui constitue aujourd'hui une référence pour la psychométrie.

## Description

### Intelligence fluide
L'intelligence fluide (Gf) est une forme de raisonnement qui correspond à la capacité de penser logiquement et de résoudre des problèmes dans des situations nouvelles, indépendantes des connaissances acquises. Elle est la capacité d'analyser de nouvelles situations, d'identifier les tendances et les relations qui sous-tendent des problèmes et de les extrapoler au travers de la logique. Cette forme d'intelligence est nécessaire pour tous les problèmes de logique, par exemple, dans les domaines scientifiques, mathématiques, techniques et de façon générale pour toute résolution de problèmes. L'intelligence fluide correspond au raisonnement inductif et au raisonnement déductif.

### Intelligence cristallisée
L'intelligence cristallisée (Gc) est la capacité à utiliser les compétences, les connaissances et l'expérience. Elle ne correspond pas à la mémoire, mais repose sur l'accès aux informations de la mémoire à long terme. L'intelligence cristallisée, mise en évidence par des tests de vocabulaire, de culture générale, de compréhension, d'arithmétique et de similitude entre objets, s'améliorerait tout au long de la vie et ne chuterait qu'avec la sénilité.

## Validation et propriétés
Les termes utilisés pour qualifier les deux types d'intelligence sont un peu trompeurs, car l'une n'est pas simplement une forme «cristallisée» de l'autre. Il semblerait au contraire, que les deux types d'intelligence appartiennent à des systèmes de fonctionnement et des réseaux de neurones distincts. L'intelligence cristallisée est indiquée par la profondeur d'une personne et l'étendue de ses connaissances générales, son vocabulaire et sa capacité de raisonner en utilisant des mots et des chiffres. L'intelligence cristallisée semble être le produit de l’éducation et de la culture en interaction avec l'intelligence fluide.
L'idée d'investissement et de dividendes est critiquée par la suite lorsqu'il est mis en évidence que l'intelligence fluide dépend tout autant de l'influence de l'environnement que l'intelligence cristallisée. Il est plus probable que les deux types d'intelligence fonctionnent en se renforçant mutuellement : l'acuité mentale facilite l'acquisition du vocabulaire, et l'acquisition du vocabulaire (par la lecture de livres complexes ou des discussions avec des personnes ayant ce type de vocabulaire) en retour, augmente l'acuité mentale.
Cependant la distinction que Cattell a opérée a son importance pour rendre compte du déclin cognitif chez les personnes âgées. Les performances aux Matrices de Raven commencent à décliner à 25 ans, tandis que celles en vocabulaire déclinent vers 55 ans, ce qui suggère qu'effectivement, les deux sont (ou sont devenues) indépendantes. Les analyses ultérieures ont affiné ces variations en fonction du développement quand il a été mis en évidence que plusieurs habiletés cognitives étaient liées (prédisaient statistiquement) à l'intelligence fluide.

### Variations en fonction de l'âge
Il est généralement admis que l'intelligence fluide culmine à l'adolescence pour chuter ensuite rapidement. Les recherches récentes de Hartshorne & Germine (2015) suggèrent que les différents composants de cette intelligence culminent à des âges différents. Aussi, la rapidité de traitement de l'information semble culminer tôt (18-19 ans) puis diminuer rapidement, et la mémoire à court terme semble atteindre un pic de performance à 25 ans avant de commencer à décliner vers 35 ans.

## Mesures dans les tests d'intelligence
L'intelligence fluide et cristallisée sont donc en corrélation l'une avec l'autre, et la plupart des tests de QI tentent de mesurer les deux variables. Par exemple, le Wechsler Adult Intelligence Scale (WAIS) mesure l'intelligence fluide sur l'échelle de la performance et l'intelligence cristallisée sur l'échelle verbale. Le score global de QI est basé sur une combinaison de ces deux échelles.